# القاعده السفلى (المضاربة والعارة)

تعديل مصدري - تعديل

القاعدة السفلى هي إحدى قرى عزلة المضاربة بمديرية المضاربة والعارة التابعة لمحافظة لحج، بلغ تعداد سكانها 49 نسمة حسب تعداد اليمن لعام 2004.